# Senin Sebai
Senin Hyacinthe Sebai (Abidjan, 18 dicembre 1993) è un calciatore ivoriano, attaccante del Qyzyljar.

## Carriera
Nel gennaio del 2014 si è trasferito ai moldavi dello Saxan. Nel marzo del 2015 viene ceduto in prestito ai rumeni dell'Astra Giurgiu per il resto della stagione. Nell'estate del 2015 ha firmato un contratto con i bielorussi dello Sluck. Dopo essersi svincolato nel gennaio del 2016, sette mesi dopo ha fatto ritorno ai bielorussi.
Il 21 giugno 2017 ha firmato un contratto di un anno con il Baltika. L'8 giugno 2018 ha firmato un contratto di un anno con un altro club russo, il Tambov.
Nel febbraio 2019 si è trasferito al Tobyl.
Il 4 gennaio 2021 si trasferisce a parametro zero al Chimki. Il 15 gennaio 2021, il Chimki ha reso noto il suo trasferimento.
Il 7 settembre 2021 viene acquistato dall'Achmat Groznyj, altro club della massima serie russa.

## Statistiche

### Presenze e reti nei club
Statistiche aggiornate al 23 giugno 2022.
| Stagione        | Squadra         | Campionato      | Campionato | Campionato | Coppe nazionali | Coppe nazionali | Coppe nazionali | Coppe continentali | Coppe continentali | Coppe continentali | Altre coppe | Altre coppe | Altre coppe | Totale | Totale |
| Stagione        | Squadra         | Comp            | Pres       | Reti       | Comp            | Pres            | Reti            | Comp               | Pres               | Reti               | Comp        | Pres        | Reti        | Pres   | Reti   |
| --------------- | --------------- | --------------- | ---------- | ---------- | --------------- | --------------- | --------------- | ------------------ | ------------------ | ------------------ | ----------- | ----------- | ----------- | ------ | ------ |
| 2014-gen. 2015  | Saxan           | DN              | 14         | 4          | CM              | 0               | 0               | UEL                | 1                  | 0                  |             | -           | -           | 15     | 4      |
| gen.-mag. 2015  | Astra Giurgiu   | L1              | 3          | 0          | CR              | 0               | 0               |                    | -                  | -                  |             | -           | -           | 3      | 0      |
| 2015            | Sluck           | VL              | 7          | 1          | CB              | 2               | 1               |                    | -                  | -                  |             | -           | -           | 9      | 2      |
| 2016            | Sluck           | VL              | 13         | 2          | CB              | 1               | 0               |                    | -                  | -                  |             | -           | -           | 14     | 2      |
| 2017            | Sluck           | VL              | 12         | 4          | CB              | 4               | 1               |                    | -                  | -                  |             | -           | -           | 16     | 5      |
| Totale Sluck    | Totale Sluck    | Totale Sluck    | 25         | 6          |                 | 5               | 1               |                    | -                  | -                  |             | -           | -           | 30     | 7      |
| 2017-2018       | Baltika         | 1D              | 31         | 10         | CR              | 0               | 0               |                    | -                  | -                  |             | -           | -           | 31     | 10     |
| 2018-feb. 2019  | Tambov          | 1D              | 20         | 8          | CR              | 2               | 0               |                    | -                  | -                  |             | -           | -           | 22     | 8      |
| 2019            | Tobyl           | PL              | 26         | 8          | CK              | 1               | 0               | UEL                | 2                  | 0                  |             | -           | -           | 29     | 8      |
| 2020            | Tobyl           | PL              | 14         | 2          |                 | -               | -               |                    | -                  | -                  |             | -           | -           | 14     | 2      |
| Totale Tobıl    | Totale Tobıl    | Totale Tobıl    | 40         | 10         |                 | 1               | 0               |                    | 2                  | 0                  |             | -           | -           | 43     | 10     |
| gen.-mag. 2021  | Chimki          | PL              | 8          | 0          | CR              | 0               | 0               |                    | -                  | -                  |             | -           | -           | 8      | 0      |
| lug.-set. 2021  | Chimki          | PL              | 6          | 0          |                 | -               | -               |                    | -                  | -                  |             | -           | -           | 6      | 0      |
| Totale Chimki   | Totale Chimki   | Totale Chimki   | 14         | 0          |                 | 0               | 0               |                    | -                  | -                  |             | -           | -           | 14     | 0      |
| set. 2021-2022  | Achmat Groznyj  | PL              | 17         | 3          | CR              | 2               | 0               |                    | -                  | -                  |             | -           | -           | 19     | 3      |
| Totale carriera | Totale carriera | Totale carriera | 171        | 42         |                 | 12              | 2               |                    | 3                  | 0                  |             | -           | -           | 186    | 44     |